# SN 1953E
SN 1953E – supernowa odkryta 7 grudnia 1953 roku w galaktyce M+05-55-36. W momencie odkrycia miała maksymalną jasność 19,50m.